# 3582 Cyrano
A 3582 Cyrano (ideiglenes jelöléssel 1986 TT5) a Naprendszer kisbolygóövében található aszteroida. Paul Wild fedezte fel 1986. október 2-án.